# Рајнсторф
Рајнсторф (њем. Reinstorf) општина је у њемачкој савезној држави Доња Саксонија. Једно је од 43 општинска средишта округа Линебург. Према процјени из 2010. у општини је живјело 1.336 становника. Посједује регионалну шифру (AGS) 3355030.

## Географски и демографски подаци
Рајнсторф се налази у савезној држави Доња Саксонија у округу Линебург. Општина се налази на надморској висини од 50 метара. Површина општине износи 30,3 km². У самом мјесту је, према процјени из 2010. године, живјело 1.336 становника. Просјечна густина становништва износи 44 становника/km².